# Исида (дочь Аменхотепа III)
Исида (в честь богини Исиды; XIV век до н. э.) — древнеегипетская царевна XVIII династии, третья дочь (после Ситамон и Хенуттанеб) фараона Аменхотепа III и его «великой жены» Тии.
Стала женой своего отца Аменхотепа III во время второго фестиваля Хеб-сед, который праздновался на 34-й год его правления. Получила титул «Великая жена царя». Очевидно, занимала высокое положение при дворе, поскольку её имя заключено в картуш.
Изображена в храме Солеба с родителями и сестрой Хенуттанеб. Упомянута на сердоликовой доске (в настоящее время в Нью-Йоркском Метрополитен-музее) с Хенуттанеб. Коробка в Гуробе и пара кайалов (древняя краска для век) вероятно принадлежат ей. На красном браслете изображена с сёстрами, потрясающей систром перед отцом и матерью.
После смерти Аменхотепа III Исида не упоминается.